# Протікс
Protix є транснаціональною компанією і постачальником інгредієнтів (білок) з комах для використання у виробництві кормів для тварин і споживання людиною. Компанія керує найбільшою у світі фабрикою з отримання білкової речовини з комах, яка розташована в Берген-оп-Зом у Нідерландах . 
Компанію заснував у 2009 році генеральний директор Kees Aarts. Штаб-квартира Protix розташована в місті Донгені, Нідерланди .
У червні 2017 року компанія залучила 45 мільйонів євро фінансування,що на той час було найбільшою інвестицією у цій галузі.  У жовтні 2017 року Protix придбала компанію Fair Insects, яка займається розведенням комах для використання у виробництві продуктів для споживання людиною. 

У червні 2019 року Protix відкрила нову фабрику в Берген-оп-Зом, яка є найбільшою фабрикою комах у світі.  
1. 1 2  Forbes/Davide Banis (14 June 2019): Can Using Insects As Animal Feed Reduce The Climate Impact Of Meat Production?.
2. ↑  Cosgrove, Emma (17 жовтня 2017). Who are the Leading Insect Farming Startups?. Процитовано 29 січня 2019.
3. ↑  Protix opens the largest insect factory in the world. Архів оригіналу за 21 січня 2022. Процитовано 24 жовтня 2023.

- Офіційний сайт